# Тиснява
Ти́снява — загибель та/або каліцтво людей або стада тварин в результаті панічного руху.

## Причини тисняв
Тиснява відбувається при русі великої кількості скупчено розташованих людей. Прагнучи просунутися раніше за інших, люди просуваються між сусідами або навіть просто штовхають тих, хто йде попереду них. У сумі це призводить до великого тиску у вузькій ділянці руху натовпу, що змушує рухатися на цій ділянці з високою швидкістю. При падінні кого-небудь ті, хто йде слідом за ним, змушені або падати, або крокувати по тілах, тих, що впали, що призводить до смертей або до тяжких травм.
Механізм тисняви досить складний і дуже сильно залежить від різних обставин кожного конкретного випадку. Травмуючим фактором може служити як сама маса людей в динаміці або статиці, так і всілякі перешкоди, що заважають вільному переміщенню. Навіть в нерухомій юрбі можуть відбуватися хвильові процеси, спрацьовувати «принцип доміно».
Тиснява нерідко відбувається при наступних подіях:
- Безладний відступ військ.
- Релігійні паломництва.
- Вихід зі стадіонів та інших місць спортивних і музичних подій.
- Масові заходи (свята, похорони).
- Розгін демонстрацій і мітингів.
- Паніка (наприклад, у випадку пожеж).